# ポルト・ドーフィヌ駅 (パリ)
ポルト・ドーフィヌ駅(Porte Dauphine)は、フランスのパリ地下鉄2号線の西の終着駅である。
1900年開業。この時点では2号線はシャルル・ド・ゴール＝エトワール駅(Charles de Gaulle - Étoile)までしか開通していなかった。
この駅は有名なアール・ヌーヴォーの彫刻家エクトール・ギマールのオリジナルデザインが残されていることで有名である。
すぐ近くにRER C線のアヴェニュー・フォッシュ駅(Avenue Foch)があり、乗り換えできる。

## 名所
- ブーローニュの森
- 贋造博物館

## 隣の駅
パリメトロ
2号線
ポルト・ドーフィヌ駅 - ヴィクトル・ユゴー駅(Victor Hugo)